# Гжехиня
Гжехиня (пол. Grzechynia) — село в Польщі, у гміні Макув-Подгалянський Суського повіту Малопольського воєводства.
Населення — 2522 особи (2011).
У 1975—1998 роках село належало до Бельського воєводства.

## Географія
У селі бере початок річка Гжехинка.

## Демографія
Демографічна структура станом на 31 березня 2011 року:
|          | Загалом | Допрацездатний вік | Працездатний вік | Постпрацездатний вік |
| -------- | ------- | ------------------ | ---------------- | -------------------- |
| Чоловіки | 1252    | 268                | 850              | 134                  |
| Жінки    | 1270    | 291                | 725              | 254                  |
| Разом    | 2522    | 559                | 1575             | 388                  |